# Štefan Fuček
Štefan (Stjepan) Fuček (Fuchek) (Martinec Orehovički, o. 1690. – Krapina, 8. srpnja 1747.), hrvatski kajkavski pisac i rimokatolički svećenik.
Rođen je u Zagorju u opsegu župe Mihovljan (danas Martinec Orehovečki u sastavu Općine Bedekovčina). Gimnaziju je pohađao u Zagrebu. Od 1710. do 1713. godine studirao je filozofiju i teologiju u Beču, a 1713. – 1715. u Bologni. U Italiji se školovao kao kler iz Zagrebačke biskupije u taljanskim hrvatskim kolegijima.
Zaređen je za svećenika 1715. godine, na prijedlog Petra Keglevića. Službu je počeo u Krapini i na toj ostao do smrti. Namjeravao je podignuti kapelu Majke Božje na Trškom Vrhu i vodio 16. studenog 1743. prvu zavjetnu procesiju kipu Gospe Jeruzalemske. Fuček je prvi sakupio milosna uslišanja zagovor Blažene Djevice Jeruzalemske, koja je kasnije nadopunio Nikola Gorup, novi svećenik Krapine po Fučkovoj smrti, a koja su objavljena u knjizi Zerczalo Marianzko kipa Jeruzalemszkog.
Fučekovo su jedino djelo Historie z-kratkem Duhovnem Razgovorom od poszlednyeh dugovany (1735.), sastavljene iz različitih knjiga. Predgovor navodi da djelo sadrži duhovne razgovore, primjere, ili hištorije (kajkavski povijesti); četiri posljednje čovjekove stvari su: smrt, sud, pakao, nebo. Važni izvor knjige je filozofija Ignacija Lojolskog o Kristovoj (Kristuševi) smrti. Ova tema je česta kod mnogih drugih kajkavskih pisca, kao što su Štefan Zagrebec, Štefan Škvorc, Matija Magdalenić, Gabrijel Jurjević, Juraj Maljevec, Juraj Mulih, Nikola Plantić te Ignac Kristijanović. Fučkove Historie inspirirane su štokavskim franjevcem Franjom Glavinićem.